# Осман III
Осма́н III (осман. عثمان ثالث, трансліт. Osmân-ı sâlis, тур. Üçüncü Osman) (2 січня 1699 — 30 жовтня 1757) — 25-й султан Османської імперії (1754—1757). Син султана Мустафи II та росіянки або сербки Шехсувар-султан, брат Махмуда I.

## Життєпис

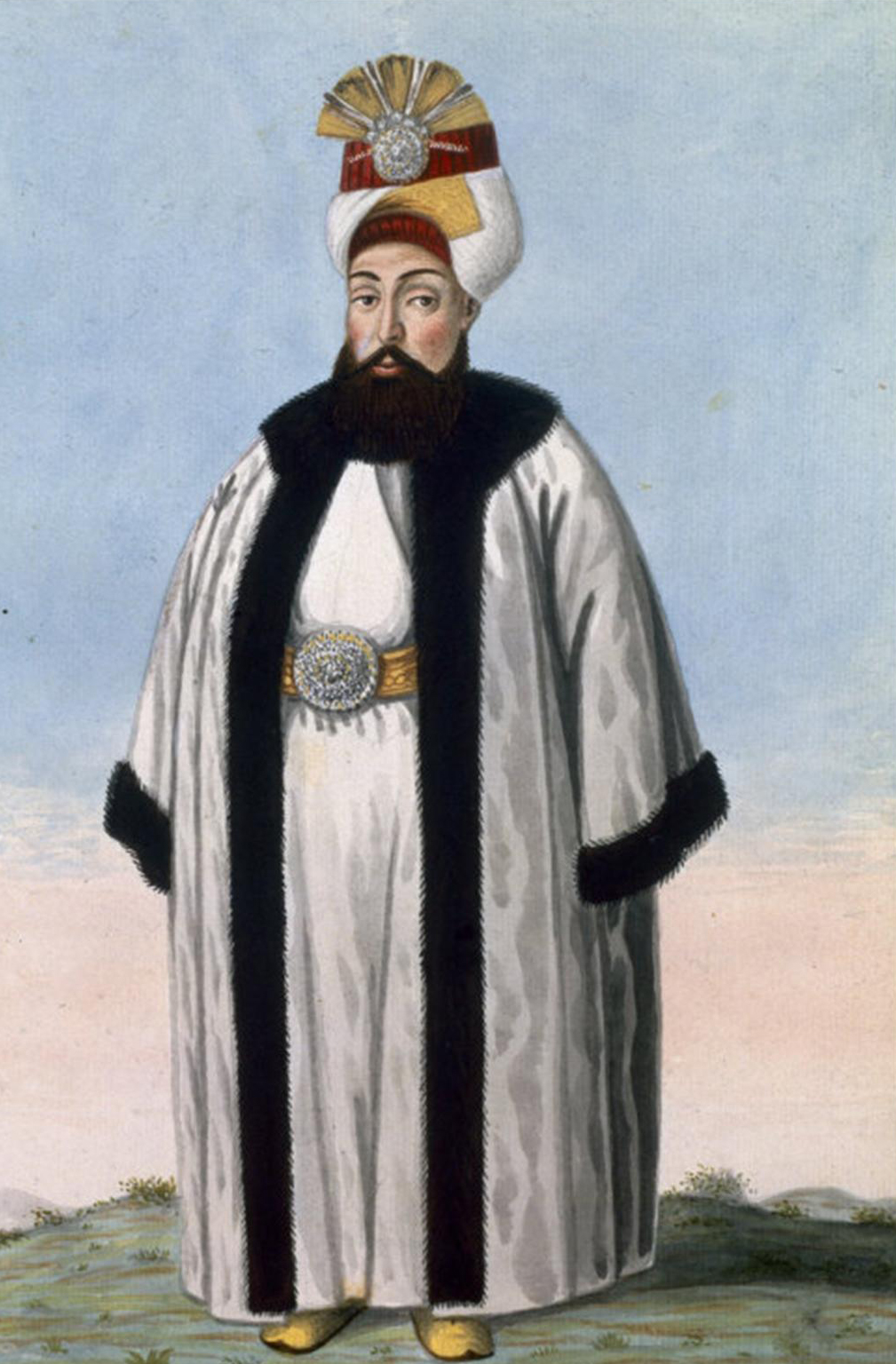
Осман III

Народився Осман III в палаці у Едірне. У віці 5 років був відправлений в ізоляцію до палацу Топкапи, де провів 51 рік. (у так званій «Клітці»). Там він піддавався смертельній небезпеці, оскільки життя Османа залежало від його впливовіших родичів. Після смерті свого старшого брата Махмуда I отримав владу. Життя у фактичному ув'язненні погано відбилося на інтелекті й характері нового султана імперії — Осман був деспотичним правителем та мав комплекс неповноцінності. Він ненавидів музику і все, що з нею пов'язано, тому вигнав зі свого палацу всіх музикантів. Був ініціатором перепису цінних манускриптів, переданих до мавзолею Еюб Султан. Також Осман III дуже не любив жінок, особливо жіноче товариство. Він навіть носив підковане гвіздками взуття, щоби служниці розбігалися, почувши наближення монарха.
За три роки правління Османа в країні змінилося семеро великих візирів. Майно страчених візирів надходило до державної казни або в особисте майно султана. Султан був нетерпимим до християн і юдеїв. Їм було наказано носити спеціальні знаки на одязі. Осман III помер 1757 року від наслідків інсульту. Похований в могилі біля султана Махмуда.